# Annie Préaux
Annie Préaux est une écrivaine belge de langue française née à La Bouverie le 16 novembre 1947 et vivant à Honnelles, en Belgique.

## Biographie
Romaniste de formation, Annie Préaux a été professeur de morale pendant trente ans à l'Athénée de Saint-Ghislain. Elle a collaboré avec la Communauté Française de Belgique et la Province de Hainaut en animant des formations d’enseignants.
On lui doit  des articles philosophiques, littéraires et pédagogiques ainsi que des nouvelles et des textes poétiques accompagnant des catalogues artistiques.
En tant qu’écrivaine, elle a participé au projet lecture-écriture « Charles Bertin – Charles Plisnier » initié par Michel Joiret pour la Province de Hainaut. Elle est à la fois auteure, animatrice d’ateliers d’écriture et formatrice en pédagogie humaniste.
Elle a fondé la Compagnie du p'tit Thomas avec laquelle elle a fait du théâtre-forum pendant une dizaine d'années. 
Elle est membre de l'Association des Écrivains Belges de langue française.

## Œuvre

### Romans
- Lettres à Laurence (CEDIL, 1989)
- Coréenne : roman (Paul Legrain, 1990) - Prix RTL-TVI 1989
- La petite fille aux pieds de fraises : récit (Labor, 1996)
- Le chant des oiseaux (Chloé des Lys, 2010)
- J'ai immédiatement écouté le conseil de Dieu : roman (Mode Est-Ouest, 2013)
- Fuites : roman (Mode Est-Ouest, 2014)

### Poésie
- Tête en l'air (Éditions Hypoténuse, 1997)
- Tête-bêche (Maison de la Culture de Tournai, 1998)

### Ouvrages collectifs
- Arts '2000+0 : Christian Claus : exposition : Woluwe-Saint-Lambert(Wolu-culture) : catalogue / [textes : Annie Préaux, Claude Lorent] (Wolu-Culture, 2000)
- Doudou in Des dragons et des Georges (La Lettre Volée, 2000)
- À la maison d'Anna : Annie Préaux, Laurence Bruyneel, Alonzo d'Italo, et all. (Chloé des Lys, 2009)

## Prix littéraires
- Prix RTL-TVI pour son roman Coréenne, en 1989.
- Prix des Amis du Hainaut pour l'ensemble de son travail, en 2011[2]